# Distrito de Huanipaca
El Distrito de Huanipaca es uno de los nueve distritos de la Provincia de Abancay  ubicada en el departamento de Apurímac, bajo la administración del Gobierno regional de Apurímac, en el sur del Perú.
Desde el punto de vista jerárquico de la Iglesia católica forma parte de la Diócesis de Abancay la cual, a su vez, pertenece a la Arquidiócesis de Cusco.

## Historia
El distrito fue creado mediante Ley s/n del 21 de noviembre de 1893, en el gobierno del coronel Remigio Morales Bermúdez.

## Capital
Su capital es el pueblo de Huanipaca ubicado a 3196 m s. n. m. con 910 habitantes en 13°29′30″S 72°56′23″O / -13.49167, -72.93972.

## Teleférico de Choquequirao
El Teleférico de Choquequirao unirá este centro arqueológico con el centro poblado de Kiuñalla, en el distrito de Huanipaca, provincia de Abancay, region Apurímac y cruzará el río Apurímac a 1400 m sobre este, con una distancia total de 5,4 kilómetros que serán recorridos en aproximadamente 15 minutos.
Con una inversión proyectada de 152 millones de soles, el teleférico transportará a 50 pasajeros por cabina, sumando un total de 400 pasajeros por hora.

## Principales centros poblados
- Huanipaca, pueblo a 3196 m s. n. m. con 910 hab
- Tacmara, anexo a 3158 m s. n. m. con 345 hab
- Sorcca, anexo a 3370 m s. n. m. con 235 hab
- Kiuñalla, anexo a 2927 m s. n. m. con 212 hab
- Karqueque, anexo a 2442 m s. n. m. con 199 hab
- Pacobamba, anexo a 2973 m s. n. m. con 181 hab

## Autoridades

### Municipales
- 2015-2018:[3]
  - Alcalde: Benedicta Guillen Barretón, Unión Por el Perú (UPP).
  - Regidores: FERNANDO ALFREDO QUISPE GOICOCHEA (UPP), GREGORIO SANCHEZ LOAIZA (UPP), LUCIO VARGAS AGUILAR (UPP), MARIA ODOLIA CHIRINOS CACERES (UPP), FELICIANO MONZON CARRION (Poder Popular Andino).
- 2011-2014
  - Alcalde: Ramiro Márquez Ticona.

## Festividades
- Carnavales.
- Cruz Velay.
- San Juan.
- Virgen del Carmen.